# Ґміна Людвиківка
Ґміна Людвиківка — об'єднана сільська ґміна Долинського повіту Станіславського воєводства Польської республіки в 1934–1939 рр. Центром ґміни було село Людвиківка.
Ґміну Людвиківка утворили 1 серпня 1934 р. у межах адміністративної реформи в ІІ Речі Посполитій із тогочасних сільських ґмін: Людвиківка, Сенечів і Вишків.
17 січня 1940 року ґміна була ліквідована, а територія увійшла до новоствореного Вигодського району.